# عقب‌‌نشینی یخچال‌های طبیعی از سال ۱۸۵۰
عقب‌نشینی یخچال‌های طبیعی از سال ۱۸۵۰ روی دسترسی به آب تازه برای آبیاری و استفاده خانگی، خلق مجدد کوهستان، حیوانات و گیاهان که وابسته به ذوب یخچال‌ها هستند اثر گذاشته است، این اثر در طولانی مدت روی سطح آب اقیانوس‌ها نیز مشهود بوده است. از بین رفتن یخچال‌ها به‌طور طبیعی در پایان عصرهای یخبندان اتفاق می‌افتد اما متخصصان یخچال‌های طبیعی به این نکته پی برده‌اند که عقب‌نشینی کنونی یخچال‌ها به دلیل افزایش میزان گازهای گلخانه‌ای در اتمسفر شتاب گرفته است و این یکی از اثرات تغییرات اقلیمی است. کوهستان‌هایی با ارتفاع متوسط مانند هیمالیا، راکیز، آلپ، کاسکادس، آلپ جنوبی و آندس جنوبی و همچنین قله‌های گرمسیری منفرد مانند کوه کلیمانجارو در آفریقا، به نسبت بزرگ‌ترین نابودی یخچال‌ها را از خود نشان می‌دهند. با صرفنظر از یخچال‌های طبیعی محیطی ساخته شده از صفحات یخی، کل کاهش میزان یخچال‌های طبیعی در جهان در طی دوره ۲۶ ساله از ۱۹۹۳ تا ۲۰۱۸ در حدود ۵۵۰۰ گیگاتن در سال بوده است.
عقب‌نشینی کوه‌های یخی خصوصاً در بخش غربی آمریکای شمالی، آسیا، آلپ، مناطق گرمسیری و نیمه گرمسیری آمریکای جنوبی، آفریقا و اندونزی شواهدی بر افزایش دمای جهانی از اواخر قرن ۱۹ هستند. شدت گرفتن نرخ عقب‌نشینی یخچال‌های طبیعی جداشده از یخ‌های گرینلند و غرب قطب جنوب از سال ۱۹۹۵ ممکن است پیش‌بینی افزایش سطح دریا باشد که بر مناطق ساحلی تأثیر می‌گذارد.
موازنه جرم یخچال‌های طبیعی یک مورد کلیدی برای تعیین سلامت آن‌ها است. در صورتی که میزان بارش منجمد در منطقه انباشت از مقدار یخ آب شده یخچال در اثر ذوب بیشتر باشد یا یک یخچال طبیعی در بخشی که جدا شده است پیشروی کند؛ در صورتی که انباشت انباشت کمتر از فرسایش باشد، یخچال طبیعی عقب‌نشینی خواهد کرد. ممکن است یخچال‌ها در عقب‌نشینی دارای موازنه جرم منفی باشند و در صورتی که با انباشت و فرسایش به تعادل نرسند در نهایت ناپدید می‌شوند.

## دلایل
موازنه جرم یا اختلاف بین انباشت و فرسایش (ذوب و تصعید) یک یخچال طبیعی یک مسئله حیاتی برای حفظ آن است. تغییرات اقلیمی ممکن است منجر به ایجاد تغییراتی در دما و بارش برف شوند که در نتیجه آن تغییراتی در موازنه جرم به وجود خواهد آمد. یک موازنه مثبت پایدار نیز خارج از تعادل است و تا جایی پیش می‌رود که مجدداً منجر به تعادل شود.
در حال حاضر تقریباً تمامی یخچال‌های طبیعی دارای موازنه جرم منفی بوده و در حال عقب‌نشینی هستند. عقب‌نشینی یخچال‌های طبیعی منجر به از دست رفتن مناطق کم ارتفاع این یخچال‌ها می‌شود. از آنجا که مناطق دارای ارتفاع بالاتر سردتر هستند، ناپدید شدن بخش پایینی باعث کاهش فرسایش کلی شده و در نتیجه موازنه جرم افزایش یافته و به شکل بالقوه مجدداً تعادل برقرار می‌شود. در صورتی که موازنه جرم یک بخش بزرگ از منطقه انباشت یک یخچال منفی باشد، آن منطقه در تعادل با آب و هوا نبوده و بدون وجود آب و هوای سردتر و/یا افزایش بارش منجمد، ذوب خواهد شد.

## سنجش‌ها
روش‌هایی برای سنجش عقب‌نشینی وجود دارند که عبارتند از محل پایان، نقشه‌برداری از موقعیت جهانی، نقشه هوایی، و ارتفاع‌یابی لیزری. نشانه‌های کلیدی عدم تعادل نازک‌شدن در کل طول یخچال است. این موضوع نشان‌دهنده یک کاهش در منطقه انباشت است. نتیجه آن یک کاهش حاشیه‌ای در ابعاد منطقه تجمع می‌باشد و در صورت عدم وجود آن، منطقه انباشت قادر به ادامه حیات نیست.